# Cercomacra melanaria
El hormiguero de Mato Grosso o batará (en Paraguay) (Cercomacra melanaria), también denominado hormiguerito de Mato Grosso o mbatara hû (en guaraní), es una especie de ave paseriforme de la familia Thamnophilidae perteneciente al género Cercomacra. Es nativo de regiones bajas del centro de Sudamérica.

## Distribución y hábitat
Se distribuye por el centro y este de Bolivia (Beni, Cochabamba, Santa Cruz), extremo norte de Paraguay (Alto Paraguay) y región del Pantanal del centro sur de Brasil (sur de Mato Grosso, oeste de Mato Grosso do Sul).
Es bastante común en enmarañados de bosques en galería y caducifolios, usualmente cerca de agua, abajo de los 500 m de altitud.

## Sistemática

### Descripción original
La especie C. melanaria fue descrita por primera vez por el naturalista francés Édouard Ménétries en 1835 bajo el nombre científico Formicivora melanaria; localidad tipo «Minas Gerais; error = Cuiabá, Mato Grosso, Brasil».

### Etimología
El nombre genérico femenino «Cercomacra» deriva del griego «kerkos»: cola y «makros»: larga, significando «de cola larga»; y el nombre de la especie «melanaria», proviene del latín «melania»: negritud.

### Taxonomía
En base al plumaje, a las vocalizaciones y a la ecología, se sugiere que forma parte de un clado con Cercomacra nigricans, C. ferdinandi y C. carbonaria, el llamado «grupo C. nigricans»; y esto está bien respaldado por amplios estudios genético-moleculares recientes. Es monotípica.